# Echinodexia cubensis
Echinodexia cubensis är en tvåvingeart som beskrevs av Malloch 1932. Echinodexia cubensis ingår i släktet Echinodexia och familjen parasitflugor.
Artens utbredningsområde är Kuba. Inga underarter finns listade i Catalogue of Life.